# Moviment Nacionalista Aragonès
Moviment Nacionalista Aragonès (MNA) fou un partit polític nacionalista aragonès, fundat a finals del 1978 per antics membres del Partit Socialista d'Aragó (PSA) que no acceptaren integrar-se en el PSOE i per membres del Rolde de Estudios Nacionalista Aragonés. Es definia com a socialista, autogestionari i assembleari. La major part dels seus militants eren a les ciutats de Saragossa i Osca, i entre els militants més destacats hom pot trobar els historiadors Bizén Pinilla Navarro i Antonio Peiró Arroyo. Tot i que va participar molt activament en el procés preautonòmic, cap al 1981 havia perdut força protagonisme, i cap al 1983 ja havia desaparegut com a partit organitzat. La major part dels seus membres acabaren integrant-se en la Chunta Aragonesista.